# Cecilia Vasa
Cecilia Gustavsdotter Vasa (6. november 1540 - 27. januar 1627) var en svensk prinsesse, der var markgrevinde af Baden-Rodemachern fra 1564 til 1575. Hun var datter af kong Gustav Vasa og dronning Margareta Leijonhufvud og gift med markgreve Christoffer 2. af Baden-Rodemachern.